# Bouret-sur-Canche
Bouret-sur-Canche település Franciaországban, Pas-de-Calais megyében. Lakosainak száma 245 fő (2022. január 1.). Bouret-sur-Canche Séricourt, Rebreuve-sur-Canche, Sibiville, Bonnières és Frévent községekkel határos.

## Népesség
A település népességének változása:
| Lakosok száma | 250  | 259  | 261  | 256  | 252  | 248  | 249  | 248  | 245  |
|               | 2013 | 2015 | 2016 | 2017 | 2018 | 2019 | 2020 | 2021 | 2022 |